# Apristurus internatus
Apristurus internatus es una especie de peces de la familia Scyliorhinidae en el orden de los Carcharhiniformes.

## Morfología
Los machos pueden llegar alcanzar los 40,3 cm de longitud y las hembras los 41,9 cm.

## Reproducción
Es ovíparo.

## Distribución geográfica
Se encuentra en las  costas del mar de la China Meridional. 